# Périgny (Loir y Cher)
Périgny es una comuna y población de Francia, en la región de Centro, departamento de Loir y Cher, en el distrito de Vendôme y cantón de Selommes.
Su población en el censo de 1999 era de 188 habitantes.
Está integrada en la Communauté de communes de Beauce et Gâtine.

## Demografía
| 192 | 211 | 205 | 169 | 175 | 188 |
| Para los censos de 1962 a 1999 la población legal corresponde a la población sin duplicidades (Fuente: INSEE [Consultar]) |     |     |     |     |     |